# Kandiyohi
Kandiyohi es una ciudad ubicada en el condado de Kandiyohi en el estado estadounidense de Minnesota. En el Censo de 2010 tenía una población de 491 habitantes y una densidad poblacional de 564,21 personas por km².

## Geografía
Kandiyohi se encuentra ubicada en las coordenadas 45°7′55″N 94°55′56″O / 45.13194, -94.93222. Según la Oficina del Censo de los Estados Unidos, Kandiyohi tiene una superficie total de 0.87 km², de la cual 0,87 km² corresponden a tierra firme y (0 %) 0 km² es agua.

## Demografía
Según el censo de 2010, había 491 personas residiendo en Kandiyohi. La densidad de población era de 564,21 hab./km². De los 491 habitantes, Kandiyohi estaba compuesto por el 92,46 % blancos, el 0,41 % eran amerindios, el 0,41 % eran asiáticos, el 3,46 % eran de otras razas y el 3,26 % eran de una mezcla de razas. Del total de la población el 5,7 % eran hispanos o latinos de cualquier raza.